# Коммунар (Краснодарский край)

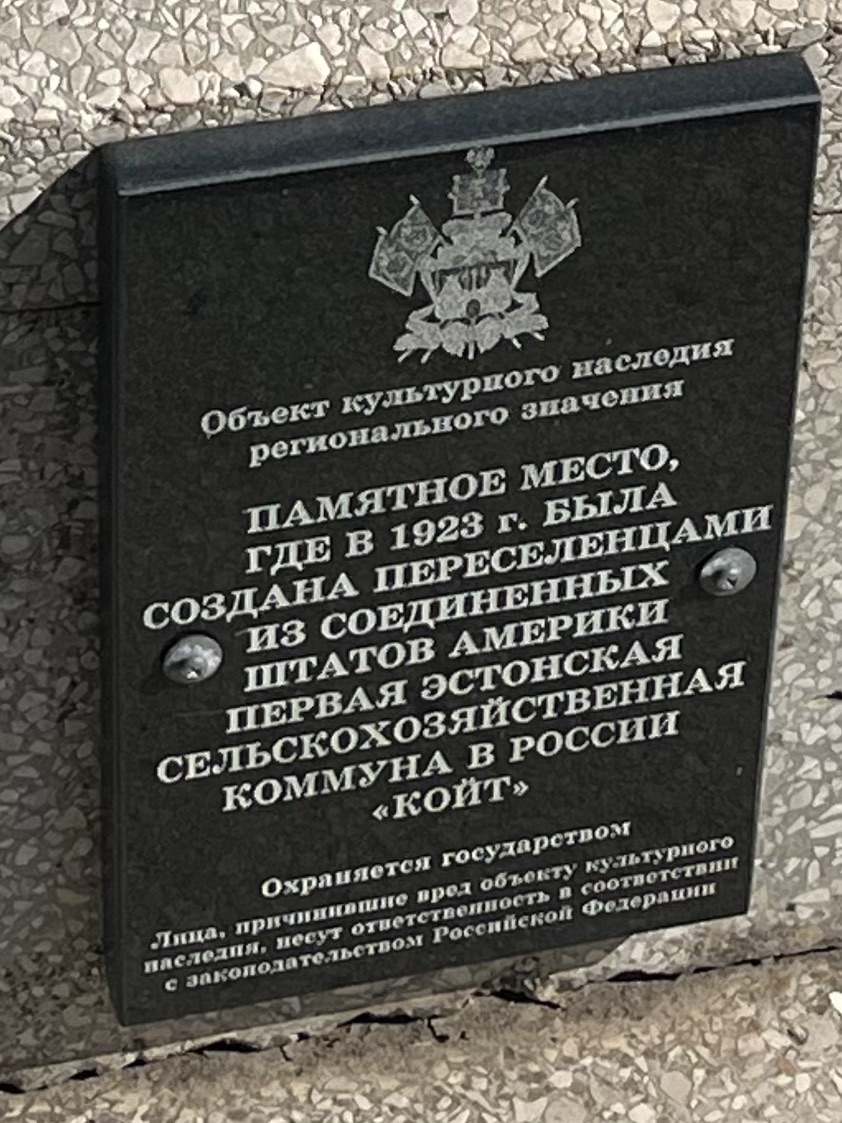

Коммунар — посёлок в Кущёвском районе Краснодарского края.
Входит в состав Новомихайловского сельского поселения.

## География
Расположен в северной части Приазово-Кубанской равнины.

### Улицы
- ул. Заречная,
- ул. Комсомольская,
- ул. Мира,
- ул. Садовая,
- ул. Юбилейная,
- ул. Южная.

## История
В 1922 году на землях бывшей помещичьей усадьбы гетмана Прилепского была основана первая в Советском Союзе эстонская коммуна. Основатели — эстонцы реэмигранты из США и Канады. Коммуна получила название «Койт», что с в переводе с эстонского означает «Заря». При переезде в Союз «Общество технической помощи Советской России» помогло коммунарам закупить тракторы «Интернационал» и другой сельхозинвентарь, также были закуплена кухонная и столовая посуда, швейная и вязальная машины. К приезду коммунаров от бывшей усадьбы сохранилась только баня, поэтому первое время коммунары жили в палатках, а потом были выстроены два 2-х этажных дома. На первом этаже одного дома располагались столовая и коммунальные помещения, на втором этаже — хозяйственные помещения. В столовой можно было есть 3 раза в день. Также в коммуне были возведены, конюшня, скотный двор, птичник, зернохранилище с элеватором, кузница. С 1923 по 1928 год зарплата не выплачивалась, и поэтому ни у кого не было личных денег. Одежда и обувь закупались совместно по заказу правления и распределялись по мере необходимости. Чтобы матери могли ходить на работу, летом 1926 года был организован детский сад. В 1927 году (по другим сведениям в 1934) коммуна приняла устав сельхозартели и была преобразована в колхоз, который в память о коммуне получил название «Красная Заря». Первым его председателем стал бывший руководитель «Койт» — Артур Алгус. К началу 1930-х годов из-за внутренних противоречий часть первых коммунаров покинула колхоз и вновь эмигрировали в США и Эстонию. В 1950 году колхоз становится отделением укрупненного колхоза «Сталинец» (в 1952 г. переименован в имени Калинина). А с 1957 г. становится отделением Степнянского зерносовхоза.

## Население
| 2002 | 2010 |
| ---- | ---- |
| 388  | ↘353 |

## Достопримечательности
В центре поселка, по адресу улица Мира д. 1 установленным памятный камень на месте где была создана переселенцами из Соединенных Штатов Америки первая эстонская сельскохозяйственная коммуна в России "Койт". Камень является объектом культурного наследия регионального значения.